# Міхел Вандерборґт
Міхел Вандерборґт (6 травня 1949) — бельгійський хокеїст на траві. Учасник літніх Олімпійських ігор 1976 у Монреалі, де його збірна посіла 9-те місце. Зіграв 5 матчів і забив 2 голи: по одному у ворота збірних ФРН та Аргентини.